# Лобков, Дмитрий Петрович
Дмитрий Петрович Лобков (24 октября 1717 — 5 августа 1762) — герольдмейстер, действительный статский советник, директор Петербургской шпалерной мануфактуры.

## Биография
Родился 24 октября (4 ноября) 1717 года в семье тверских дворян Петра Артемьевича (1660—1736) и Аксиньи Дмитриевны Лобковых. Отец Дмитрия — Пётр Артемьевич находился в службе с 1678 года, стольник, в 1708 году состоял у заготовки стерляди к «будущей кампании» в Юрьеве-Польском, с 29 мая 1719 года по 1731 год был воеводой Тверской провинции. Дед Дмитрия — Артемий Семёнович Лобков был дьяком Приказа Большой казны при царе Фёдоре Алексеевиче. Лобковы владели половиной деревни Новенькое, которая находилась на левой стороне реки Волги, на почтовой дороге из Твери в Калязин, в одной версте от села Юрьево-Девичье.
С 1754 года с чине коллежского советника Д. П. Лобков возглавлял Канцелярию от строений при Сенате.
30 января 1755 года, по именному указу императрицы Елизаветы Петровны (ПСЗ, 1755 год, № 10348) стал директором с окладом в 600 рублей Петербургской шпалерной мануфактуры, которая была передана в ведение Сената
С 1760 по 1762 год был герольдмейстером, возглавлял Герольмейстерскую контору. В эти годы Сенат расширил полномочия конторы: в октябре 1761 года Герольдии поручили начать составление дворянской родословной книги, а в следующем году на неё возложили подготовку и исполнение дел о производстве в чины. В январе 1762 года вошел в Комиссию траурного церемониала.
Умер 5 (16) августа 1762 года в Санкт-Петербурге. Похоронен на Лазаревском кладбище Александро-Невской лавры. Сохранилось надгробие, на котором изображён самобытный дворянский герб Лобкова — сабля обременяет геральдическую перевязь (герб не внесён в Общий Гербовник, Гербовник Царства Польского или Дипломные сборники).

## Семья
Жена — княжна Анна Никитична Волконская (умерла 11 апреля 1756 года), дочь князя Никиты Волконского и Аграфены Бестужевой.
- Дочь Настасья (1753—1826) была замужем за генерал-майором Павлом Афанасьевичем Офросимовым. Прототип второстепенных персонажей русской литературы — Маремьяны Бабровны Набатовой в комедии Ф. Ростопчина «Вести, или Живой убитый» (1807)[14], Марьи Дмитриевны Ахросимовой из романа «Война и мир» Л. Н. Толстого и Анфисы Ниловны Хлёстовой из «Горе от ума» А. Грибоедова.